# سیارک ۱۲۰۴۸۱
سیارک ۱۲۰۴۸۱ (به انگلیسی: 120481 Johannwalter، نامگذاری:1992SP17) صد و بیست هزار و چهارصد و هشتاد و یکمین سیارک کشف شده‌است که در ۲۴ سپتامبر ۱۹۹۲ کشف شد.